# Freddie King
Frederick Christian King (Gilmer, Texas; 3 de septiembre de 1934 - Westmont, Illinois; 28 de diciembre de 1976), también conocido como Freddie King, Freddy King y “The Texas Cannonball" (La bola de cañón de Texas), fue un influyente guitarrista y cantante afroamericano de blues.  
King perfeccionó su propio estilo de tocar la guitarra basado en las influencias del blues de Texas y Chicago y fue el primer músico de blues en tener una banda multirracial. Aunque fue muy conocido por grabaciones como "Have You Ever Loved A Woman" (1960) y su éxito ubicado en los Top 40 , "Hide Away" (1961), grabado con Will Aiken. También se le conoce por álbumes como, Let's Hide Away and Dance Away with Freddy King (1961) y Burglar (1974).

## Biografía
Su madre y tío comenzaron a enseñarle a tocar la guitarra a los seis años de edad. En 1950, su familia y él emigraron de Texas al lado sur de Chicago. En 1952 se casó con Jessie Burnett.
Cuando tenía 16 años visitó clubes locales en donde escuchaba música blues ejecutada por Muddy Waters, Howlin' Wolf, T-Bone Walker, Elmore James, y Sonny Boy Williamson. King tocó con Muddy Waters, Eddie Taylor, Jimmy Rogers, Robert Lockwood, Jr. y Little Walter.
King tuvo 20 años de carrera de grabación y llegó a ser un influyente guitarrista. Inspiró a muchos músicos británicos de los 60 que revitalizaron el blues, como Eric Clapton, Chicken Shack y Peter Green y a músicos estadounidenses como Stevie Ray Vaughan, Jimmie Vaughan, Bill Freeman y Denny Campbell. 
King murió de un fallo cardíaco el 28 de diciembre de 1976, a la edad de 42 años. Un testimonio de la presencia de King en el mundo de las bandas de rock estadounidenses, se encuentra en la canción "We're an American Band" de Grand Funk Railroad, escrita por Don Brewer e inspirada por un incidente ocurrido a King en una gira.
En 2004, fue incluido en el número 15 de la lista de los 100 guitarristas más grandes de todos los tiempos, publicada por la revista Rolling Stone.

## Discografía
- 1953. Several sides for the Parrot label.
- 1956. 45 r. p. m. record for El-Bee. Side A: "Country Boy", side B: "That's What You Think".

Le King/Le Federal
- 762- Freddy King Sings (1961)
- 773- Lets Hide Away and Dance Away with Freddy King (1961)
- 777- Freddy King, Lulu Reed & Sonny Thompson, Two Boys and a Girl (1962)
- 821- Bossa Nova and the Blues (1963)
- 856- Freddy King goes Surfin' (overdubbed crowd noise, reissue of LP 773) (1963)
- 928- Bonanza of Insrumentals (1965)
- 931- Freddie King Sings Again (1965)
- 45 rpm. – "Christmas Tears"/"I Hear Jingle Bells"

Cotillion
- Freddie king is a Blues master (1969) SD 9004
- My Feeling for the Blues (1970) SD 9016

Shelter
- Getting Ready (1971) SW8905
- The Texas Cannonball (1972) SW8913
- Woman Across The River (1973) SW8921

RSO
- Burglar (1974) SO4803
- Freddie King Larger Than Life (1975) SO4811
- Freddie King 1934-1976 (1977) 831817-2

Modern Blues
- 721. Just Pickin'.
- 722. Freddy King Sings (CD).

King
- All His Hits (King CD 5012 includes "Christmas Tears" and "(What'cha gonna do when) The Welfare Turns Its Back On You".

Rhino
- Hide Away: the Best of Freddy King (Rhino R2 71510) includes the instrumentals "Remington Ride" and "The Stumble".